# Manistee (Michigan)
Pour les articles homonymes, voir Manistee.
Manistee est une ville située dans l’État américain du Michigan. Elle est le siège du comté de Manistee. Selon le recensement de 2000, sa population est de 6 586 habitants.

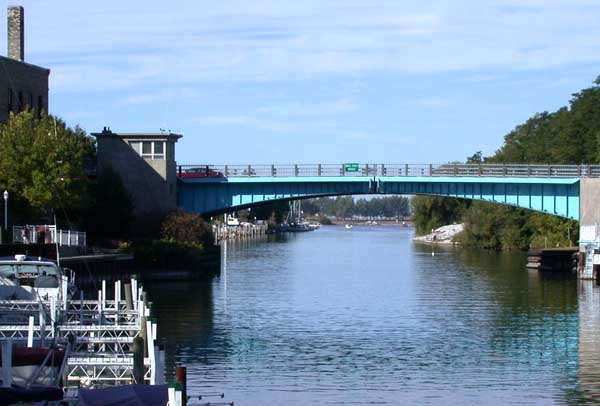
Pont basculant et bord de la rivière du centre-ville de Manistee

## Géographie
La rivière Manistee coule dans cette ville.

## Source
- (en) Cet article est partiellement ou en totalité issu de l’article de Wikipédia en anglais intitulé « Manistee, Michigan » (voir la liste des auteurs).

1. ↑  (en) « Population and Housing Unit Estimates » (consulté le 7 septembre 2019)
2. ↑  (en) « Census of Population and Housing », Census.gov (consulté le 4 juin 2015)